# Museu Naval de Madrid

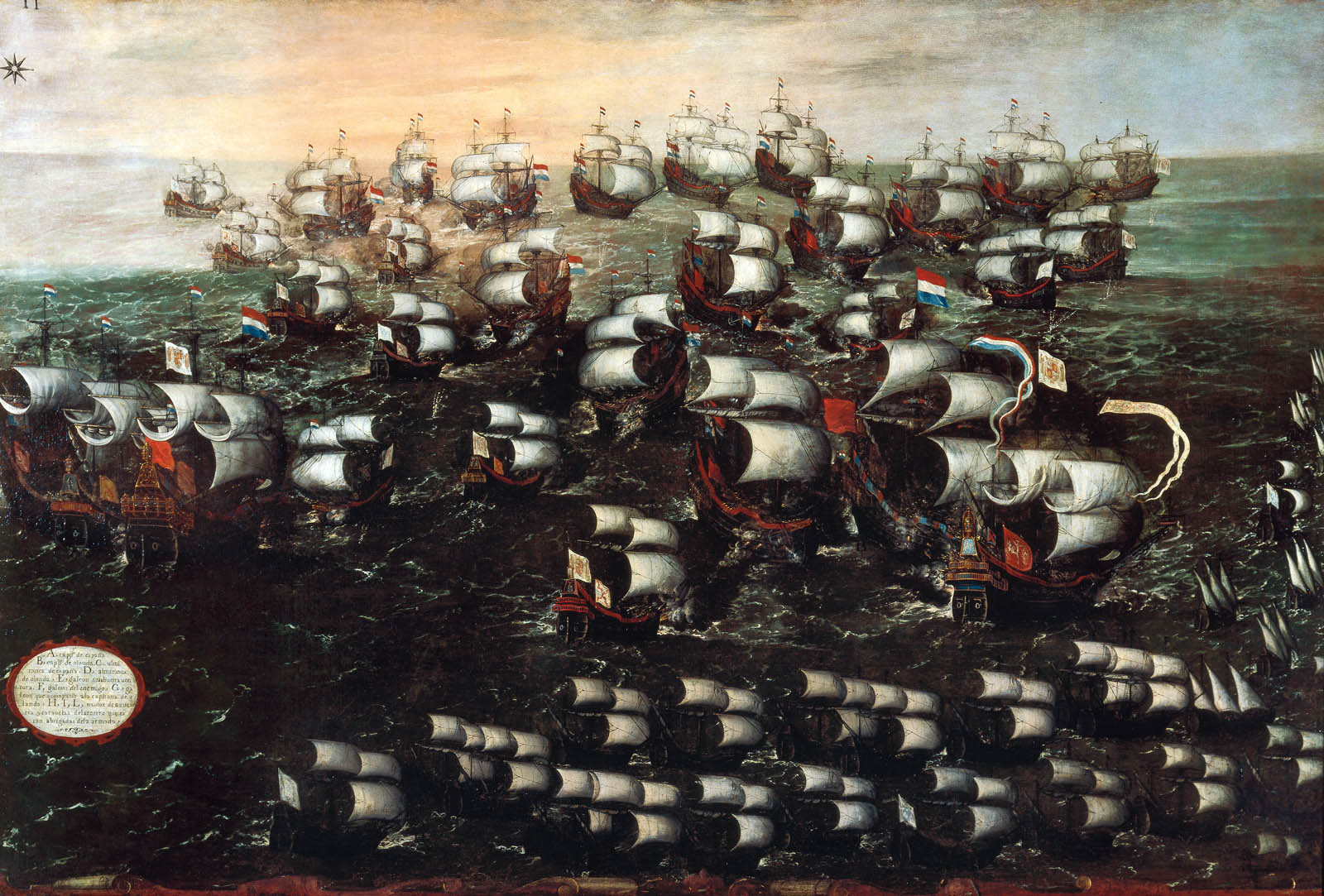
Vista II de la Batalla Naval de Pernambuco (1632), de Juan de la Corte

O Museu Naval de Madri é uma entidade cultural de titularidade estatal, situada na primeira planta do Quartel Geral da Armada no Passeio do Prado (Madri), e gerida pelo Ministério de Defesa através da Direção Geral de Relações Institucionais da Defesa: Subdireção Geral de Patrimônio Histórico-Artístico; e dependência orgânica do Almirante Chefe do Estado Maior da Armada, regida por um Real Patronato ao que lhe é de aplicativo o disposto no Real Decreto 620/1987, de 10 de abril, que aprova o Regulamento dos Museus de Titularidade Estatal.
A missão do museu consiste em adquirir, conservar, pesquisar, comunicar e exibir para fins de estudo, educação e contemplação, peças, conjuntos e coleções de valor histórico, artístico, cientista e técnico relacionados com a atividade naval, a fim de difundir a história marítima de Espanha,  contribuir a ilustrar, relevar e salvaguardar suas tradições e promover a consciência marítima nacional.
Conforme ao disposto no Real Decreto 1305/2009, de 31 de julho, pelo que se cria a Rede de Museus de Espanha, o Museu Naval é um dos Museus Nacionais de titularidade e gestão estatal, adscrito ao Ministério de Defesa.

## História
A origem do Museu Naval remonta a 28 de setembro de 1792, graças a uma iniciativa de dom Antonio Valdés e Fernández Bazán, Secretário de Marinha do rei Carlos IV, plasmada no seguinte documento:
El Rey tiene resuelto establecer en la Nueva Población de San Carlos un Museo de Marina que, a más de la biblioteca general, reúna todas las ciencias naturales que son necesarias para la completa instrucción del Cuerpo de la Armada, y consiguiente utilidad en ella.

Para su ejecución ha determinado S.M. que se destinen desde luego en la Tesorería de Cádiz cien mil reales de la consignación de cada Departamento, comprendiéndolos en los presupuestos del año próximo; y que, sin perjuicio de ello, se pidan además otros tantos para el mismo; practicando lo propio en lo sucesivo y teniendo siempre con separación este caudal para emplearlo únicamente en el expresado objeto; y de orden de S.M. lo comunico a V.E. para su inteligencia y gobierno de esa Junta; en el concepto de que doy el correspondiente aviso a las de Cádiz y Cartagena.
Com esse objetivo, o capitão José de Mendoza y Ríos foi enviado a França e à Grã-Bretanha para comprar livros, mapas e outros materiais para a biblioteca, e os tenentes Martín Fernández de Navarrete, José de Vargas Ponce e Juan Sanz e Barutell, enviados a diferentes arquivos espanhóis para copiar todos os manuscritos referentes a assuntos de marinha, enquanto se começava a recolhida de materiais para formar as coleções do projetado museu.
A substituição de Valdés à frente do Ministério, a de José de Mazarredo na Direção Geral da Armada e os acontecimentos políticos e militares pelos que atravessou Espanha no primeiro terço do século XIX, impossibilitaram a realização do projeto. O material destinado à biblioteca passou a fazer parte da do Depósito Hidrográfico e os instrumentos científicos, que já estavam em Cádis, passaram ao Real Instituto e Observatório da Armada.

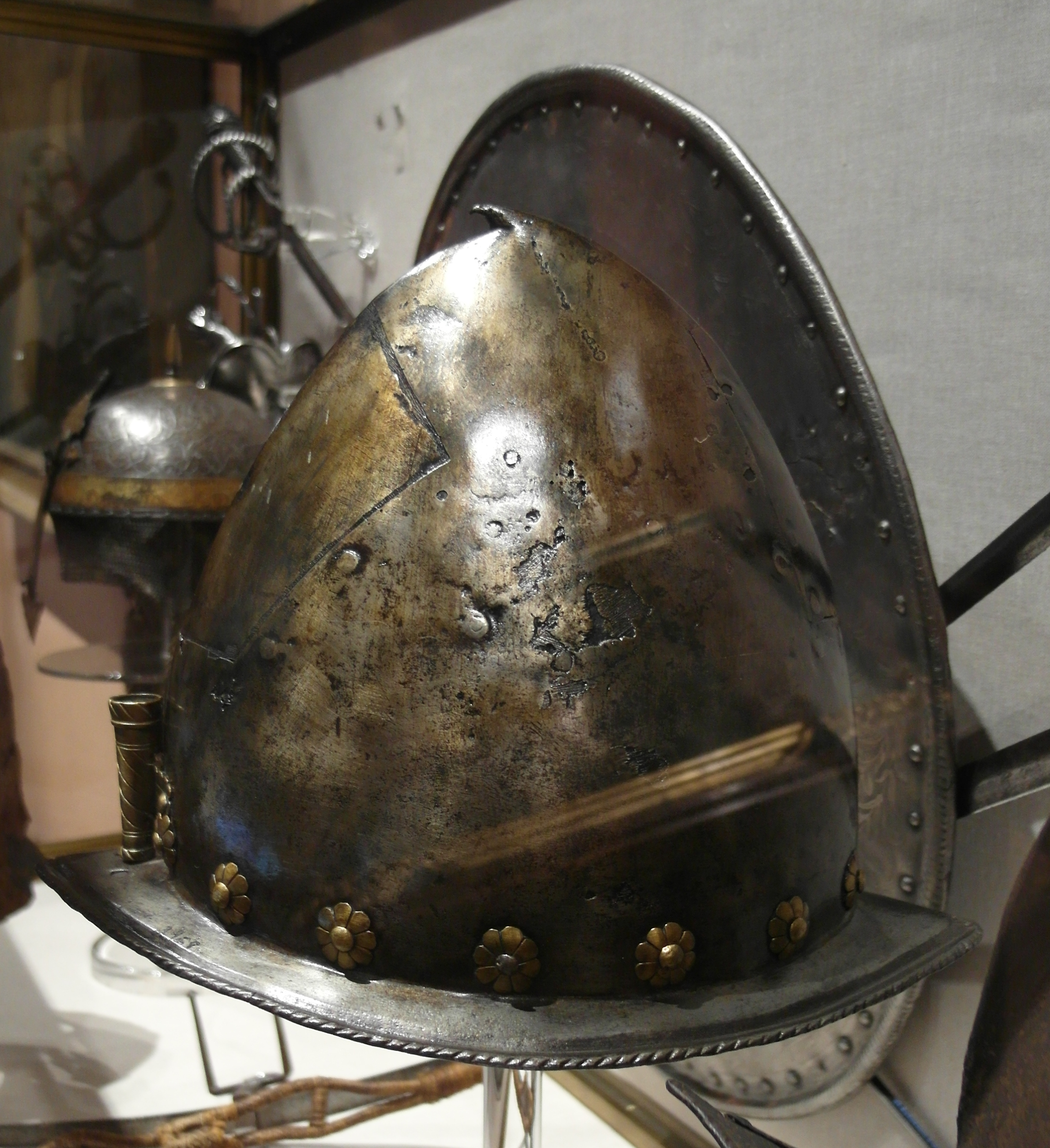
Capacete espanhol do século XVI

Muitos anos depois, em 1842, o subtenente de infantaria Ramón Trujillo Celari, nomeado oficial auxiliar na Junta do Almirantazgo, redigiu um memorial para atualizar o decreto de Valdés.
Este memorial foi despachado favoravelmente por Fernández de Navarrete, na época diretor do Depósito Hidrográfico, abandonando, no entanto, a ideia enciclopedista do século anterior de incluir uma biblioteca de marinha, pois este aspecto cobria-o já a do Depósito Hidrográfico. O museu Naval foi inaugurado provisoriamente a19 de novembro de 1843 pela rainhaIsabel II, na Casa ou Palácio dos Conselhos, na rua Maior de Madri, atualmente sede da Região Militar Centro.
Ante o incremento dos fundos, no início de 1845, as coleções foram transladadas para um novo local, a Casa do Platero, situada na rua Bailén, entre o Palácio Real e a desaparecida Igreja de Santa María da Almudena. Por causa de risco iminente de derrubada do edifício, em 1853 o museu foi transladado para o Palácio dos Ministros, antiga casa de Godoy até 1807, junto ao atual Palácio do Senado, na praça da Marinha Espanhola, reabrindo-se ao público o 27 de novembro do citado ano de 1853, com assistência da rainha Isabel e os membros do governo.
Em condições precárias, o museu reabriu de novo em outubro de 1932 em sua sede atual do antigo Ministério de Marinha, hoje Quartel Geral da Armada, ocupando o mesmo lugar onde se acha hoje em dia. O contra-almirante Julio Guillén Tato, diretor desde 1933 a 1972, verdadeiro criador e alma do novo centro, deu-lhe a forma e organização plasmadas no catálogo-guia de 1934 que, com ligeiras variações, se manteve até 1993.

## Coleções

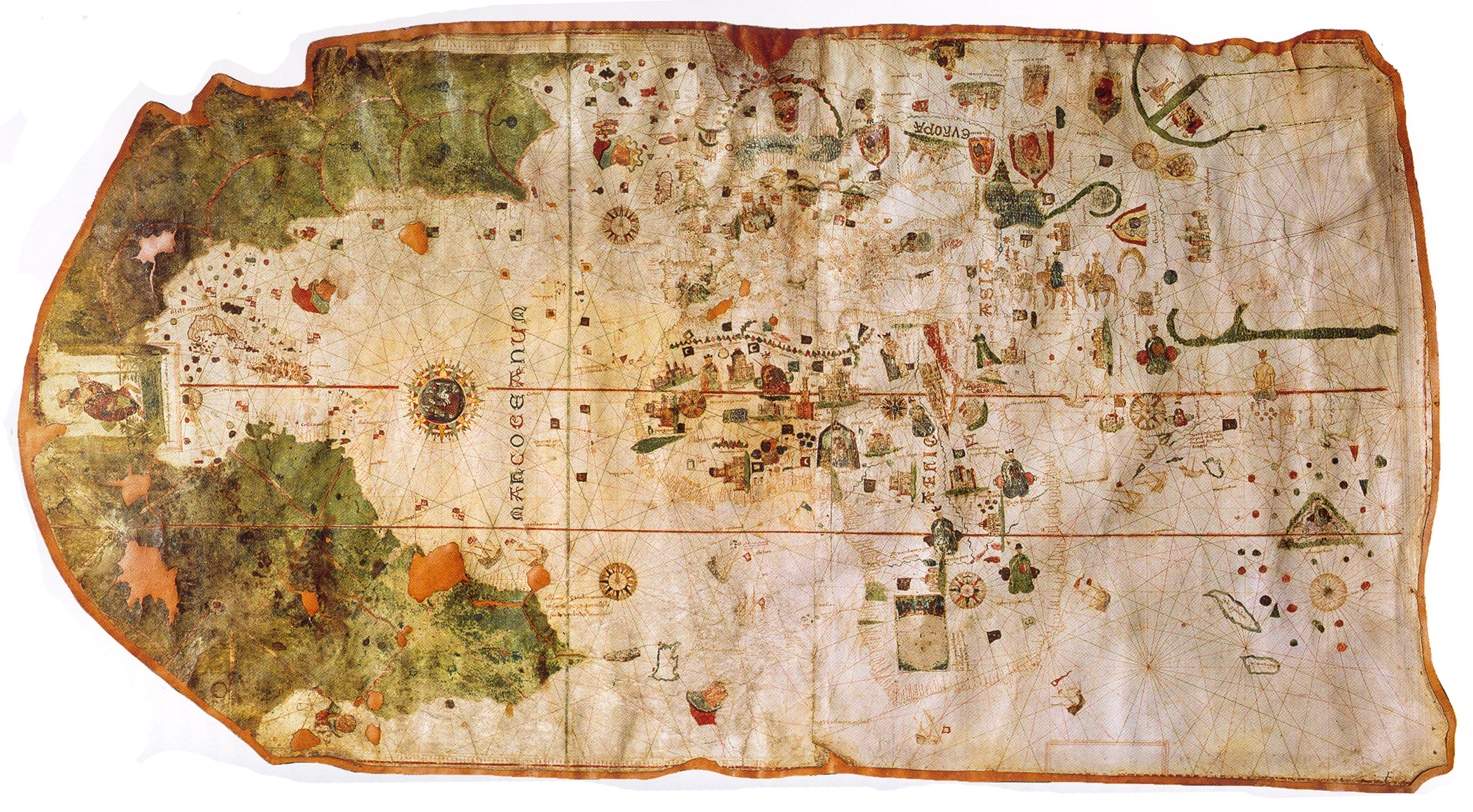
Mapa de Juan de la Cosa, a mais antiga representação inequívoca do continente americano conservada

A origem das coleções do museu é muito diverso. Uma grande parte procede das valiosas contribuições da Casa Real, a antiga Secretaria de Marinha, as extinguidas Companhias de Guardas Marinhas, os Departamentos Navais da Península e dos apostadores de Filipinas e Cuba, bem como do Depósito Hidrográfico, o Real Instituto e Observatório de San Fernando e o Instituto Hidrográfico de Cádis. Muitos objetos também procedem de inúmeros donativos particulares.
As salas do museu estão ordenadas cronologicamente, e contêm coleções de objetos históricos de muito diversa índole, desde mapas, pinturas e gravados, até instrumentos de navegação, armas, uniformes e bandeiras que vão desde o século XV até a atualidade. Também conta com uma ampla coleção de reproduções a escala de diferentes tipos de embarcações. Entre as peças históricas mais interessantes do museu, se sobressai o Mapa de Juan de la Cosa, a representação do continente americano mais antiga que existe, do ano 1500. Expõem-se assim mesmo numerosos retratos, em maior medida dos séculos XIX e XX, entre os que destacam obras de Vicente López Portaña, Joaquín Sorolla e Fernando Álvarez de Sotomayor. Sumamente interessante é o amplo conjunto de peças resgatadas da nau San Diego, que naufragou em águas de Filipinas no ano 1600. Na década de 1990 seus restos foram achados na baía de Manila e uma fração das peças recuperadas foi adquirida para o museu.